# Krepšinio klubas Sakalai Vilnius
Il K.K. Sakalai Vilnius è una società cestistica avente sede nella città di Vilnius, in Lituania. Fondata nel 1994, gioca nel campionato lituano.
Disputa le partite interne nello UAB Ekinsta laisvalaikio centras.

## Palmarès
- Challenge Cup: 1

2008-2009